# Solenopsis tridens
Solenopsis tridens är en myrart som beskrevs av Auguste-Henri Forel 1911. Solenopsis tridens ingår i släktet eldmyror, och familjen myror.

## Underarter
Arten delas in i följande underarter:
- S. t. lehmannnitschei
- S. t. tridens